# Pararchytas hammondi
Pararchytas hammondi là một loài ruồi trong họ Tachinidae.